# Idaea pericalles
Idaea pericalles là một loài bướm đêm trong họ Geometridae.